# ترس‌آفرینان
ترس‌آفرینان (به انگلیسی: The Frighteners) فیلمی محصول سال ۱۹۹۶ و به کارگردانی پیتر جکسون است. در این فیلم بازیگرانی همچون مایکل جی. فاکس، ترینی آلوارادو، پیتر دابسن، جان آستین، دی والاس، جفری کمبس، جیک بیوزی، شای مک‌براید، جیم فایف، تروی اوانز و آر. لی ارمی ایفای نقش کرده‌اند.